# Сергеј Прокофјев
Сергеј Сергејевич Прокофјев (рус. Сергей Сергеевич Прокофьев; Сонтсовка, 15/27. април 1891 — Москва, 5. март 1953) био је руски и совјетски композитор, пијаниста и диригент. Као творац признатих ремек-дела у многобројним музичким жанровима, он се сматра једним од водећих композитора 20. века. Његови радови обухватају широко чувена дела као што је марш Заљубљен у три наранџе, свита Поручник Киже, балет Ромео и Јулија — из кога је изведен „Плес витезова” — и Пећа и вук. Од утврђених облика и жанрова у којима је радио, он је створио – не рачунајући младалачка дела – седам завршених опера, седам симфонија, осам балета, пет клавирских концерата, два виолинска кончерта, чело кончерто, симфонијски кончерто за чело и оркестар и девет завршених клавирских соната.

## Биографија
Сергеј Прокофјев је почео да компонује са десет година. Музици се учио од своје мајке. Године 1904. почео је студије на Санкт Петерсбуршком конзерваторијуму. Студирао је клавир, композицију и инструментацију (професор му је био Николај Римски-Корсаков). Током студија компонује дела која му доносе позитивне критике услед иновативног приступа. Од 1913 - 1915, Прокофјев путује по Француској, Енглеској, Риму и Швајцарској, а онда кроз Сибир до Јапана и САД.
После избијања Октобарске револуције живео је у емиграцији (1918—1932) - Париз, САД и Немачка. У том периоду компоновао је оперу Заљубљен у три поморанџе (1919), Ватрени анђео (1927), балете Блудни син (1928), На Дњепру (1930), симфоније 2, 3 и 4. Сарађивао је у Паризу са Руским балетом. Наступао је као пијаниста по целој Европи, а 1932. вратио се у Русију.
Компоновао је 1935. своје најпознатије балетско дело Ромео и Јулија. У доба Другог светског рата сарађивао је са Сергејом Ејзенштајном на филмовима Александар Невски и Иван Грозни. Тада је настало и једно од његових најбољих дела, Шеста симфонија es-moll. После рата, власти су биле сумњичаве и критички расположене према Прокофјеву, тако да се он углавном повукао из јавног живота. Умро је у Москви 1953.

## Музичко дело
Сам Прокофјев је описивао свој стил као сплет четири утицаја. Први утицај је класични који се огледа у његовом интересовању за историјске елементе, рецимо старе игре, као и за традиционалне музичке форме. Одиста у неокласицистичком стилу компоновао је једино у својој „Класичној симфонији“, јер је сматрао да је неокласицизам донекле у супротности са његовим схватањем музике. Модерни утицај се огледа у склоности иновативним хармонијама, дисонанцама и необичним комбинацијама акорада. У неким делима Прокофјев експериментише са границама тоналитета. Као трећу карактеристику своје музике Прокофјев наводи „моторику“. Многа његова дела се одликују једноличним ритмом и дивљом моториком. Као контраст томе стоји лирска линија. Прокофјеву је често успевало да комбинује лирске и меланхоличне тренутке са снажним и експресивним мелодијама. Овим одликама његове музике може се додати хумор и иронија, које у његовим делима играју значајно место. Оркестарска дела Прокофјева имају посебан звук, услед своје необичне оркестрације, на пример некад тубе и виолине звуче унисоно.
У раду Сергеја Прокофјева могу се уочити три стваралачке фазе. Прва фаза се обично назива „Руски период“, јер укључује дела настала пре његове привремене емиграције. Дела из овог периода карактеришу произвољни ритмови, јаке дисонанце, саркастичан хумор и јака виталност. Иако је у јаком контрасту са музиком касног романтизма, ова музика није сасвим нова, јер се и даље заснива на тоналитету. И поред тога, нека дела из овога периода су изазвала скандал, рецимо „Скитска свита“. Прелазни период су обележили Први виолински концерт, и Трећи клавирски концерт, када звук постаје смиренији. Овај „страни“ период почиње 1918, и још је модернији. Прокофјев делимично напушта тоналитет. Звукови су сконцентрисани и избијају у дивљим музичким епизодама. И поред тога, ова музика није модерна и експериментална у толикој мери колико је то музика неких његових савременика. Од почетка тридесетих видљива је промена његовог стила. До одлучујуће промене је дошло његовим повратком у Совјетски Савез, отуда се овај период назива „совјетски период“. Његову музику овога периода одликује поједностављена хармонија и јасније уобличавање мелодија. Пошто је била чвршће укорењена у традиције руске народне музике, она је постала разумљивија и популарнија. Тоналитет је чвршћи, а посебан значај се даје софистицираној полифонији. У каснијим делима Прокофјев је и даље упрошћавао свој стил. Његова последња дела карактеришу лирске тенденције, тиха равнодушност и готово романтичарско расположење.
Прокофјев важи за класика међу композиторима модерне музике. Његов значај је велики и у области филмске музике. Музика за филм Александар Невски важи за кључно дело у историји филмске музике. Утицао је на модерну филмску музику класично-романтичног стила, па се варијације његовог стила могу приметити у филмској музици с краја 20. века (Џон Вилијамс, Џејмс Хорнер).

## Дела
Списак композиција Сергеја Прокофјева

### Аутобиографија и дневници
- Prokofiev, Sergei (1979).  David H. Appel, ур. Prokofiev by Prokofiev: A Composer's Memoir. Guy Daniels (translator). New York: Doubleday & Co. ISBN 978-0-385-09960-8.
- Prokofiev, Sergei (1991). Soviet Diary 1927 and Other Writings. London: Faber and Faber.
- Prokofiev, Sergei (2000) [1960].  S. Shlifstein, ур. Sergei Prokofiev: Autobiography, Articles, Reminiscences. Rose Prokofieva (translator). The Minerva Group, Inc. ISBN 978-0-89875-149-9.
- Prokofiev, Sergei (2006).  Anthony Phillips (translator), ур. Diaries 1907–1914: Prodigious Youth. London/Ithaca: Faber and Faber/Cornell University Press. ISBN 978-0-8014-4540-8.
- Prokofiev, Sergei (2008).  Anthony Phillips (translator), ур. Diaries 1915–1923: Behind the Mask. London / Ithaca: Faber and Faber/Cornell University Press. ISBN 978-0-571-22630-6.
- Prokofiev, Sergei (2012).  Anthony Phillips (translator), ур. Diaries 1924–1933: Prodigal Son. London/ Ithaca: Faber and Faber/Cornell University Press. ISBN 978-0-571-23405-9.
- Prokofiev, Sergei (2002). Dnyevnik 1907–1933. Paris. ISBN 978-2-9518138-0-9.
- Prokofiev, Sergei. Dnyevnik 1907–1933. 2. Paris. ISBN 978-2-9518138-1-6..
- Prokofiev, Sergei. Dnyevnik 1907–1933. 3. Paris. ISBN 978-2-9518138-2-3.
- Bibliography

### Мемоари и есеји
- Sats, Natalia (1979). Sketches From My Life. Sergei Syrovatkin (translator). Moscow: Raduga Publishers. ISBN 978-5-05-001099-5.
- Shlifstein (ed.), Semyon (1956). Prokofiev: Autobiography, Articles, Reminiscences. Rose Prokofieva (translator). Moscow: Foreign Languages Publishing House.

### Биографије
- Dorigné, Michel (1994). Serge Prokofiev. Paris.
- Jaffé, Daniel (1998). Sergey Prokofiev (2008 изд.). London. ISBN 9780714835136.
- Morrison, Simon (2009). The People's Artist: Prokofiev's Soviet Years. Oxford.
- Morrison, Simon (2013). The Love & Wars of Lina Prokofiev. London.
- Nestyev, Israel (1946). Prokofiev, his Musical Life. New York.
- Nestyev, Israel (1961). Prokofiev. Florence Jonas (translator). Stanford: Stanford University Press.
- Nice, David (2003). Prokofiev: From Russia to the West 1891–1935. London. ISBN 9780300099140.
- Rakhmanova, Marina Pavlovna, ур. (1991).  Сергей Прокофьев: к 110-летию со дня рождения: письма, воспоминания, статьи [Sergei Prokofiev on the 110th anniversary of his birth: letters, reminiscences and articles] (на језику: руски). Moscow. ISBN 978-5-201-14607-8.
- Samuel, Claude (1971). Prokofiev. London. ISBN 978-0-7145-0490-2.
- Seroff, Victor (1968). Sergei Prokofiev: A Soviet Tragedy. New York.
- Vishnevetsky, Igor (2009). Sergei Prokofiev (на језику: руски). Moscow. ISBN 978-5-235-03212-5.

### Друге монографије и чланци
- Ezrahi, Christina (2012). Swans of the Kremlin: Ballet and Power in Soviet Russia. Pittsburgh. ISBN 978-1-85273-158-8.
- Floirat, Anetta. 2016. "The Scythian element of the Russian primitivism, in music and visual arts. Based on the work of three painters (Goncharova, Malevich and Roerich) and two composers (Stravinsky and Prokofiev".
- Tomoff, Kiril (2006). Creative Union: The Professional Organization of Soviet Composers, 1939–1953. Ithaca. ISBN 978-0-8014-4411-1.

### Речнички чланци
- Slonimsky, Nicolas (ed). (1993). The Concise Edition of Baker's Biographical Dictionary of Musicians (8th изд.). New York: Schirmer Books. ISBN 978-0-02-872416-4.
- Taruskin, Richard. „Prokofiev, Sergei”. 1992. ISBN 978-0-333-73432-2. Недостаје или је празан параметар |title= (помоћ) in The New Grove Dictionary of Opera, ed. Stanley Sadie (London).